# 瓜卡納亞沃灣

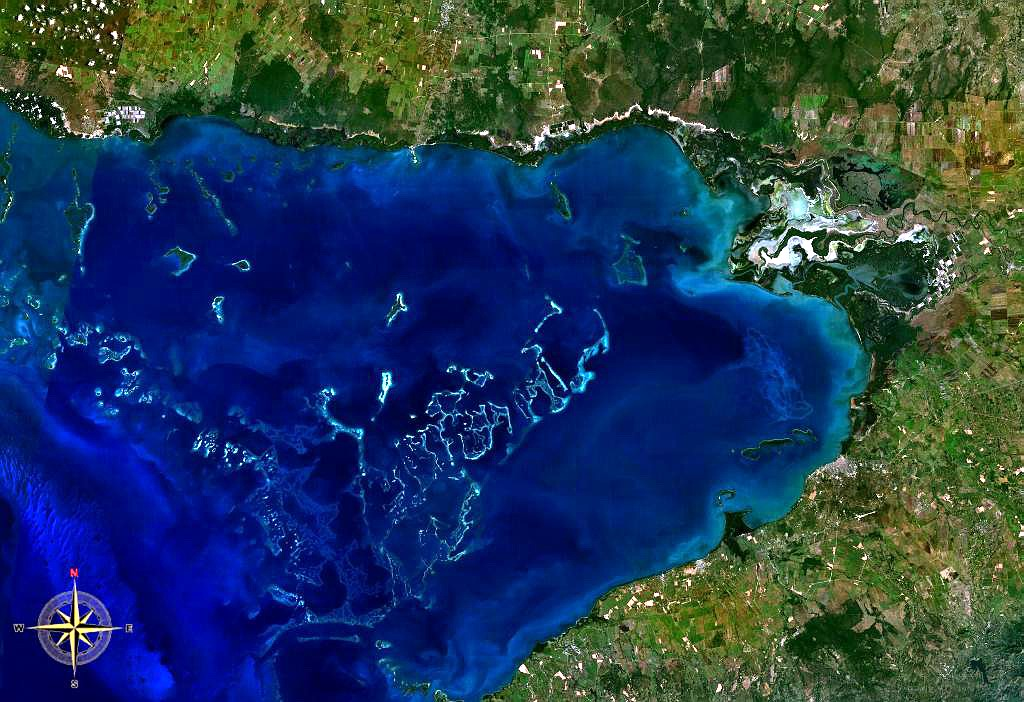

瓜卡納亞沃灣（西班牙語：Golfo de Guacanayabo）是古巴的海灣，位於該國南岸，西北面是女王花園群島，面積8,000平方公里，海岸線長度260公里，最大水深13米，該海灣最大港口是曼薩尼約。
20°30′N 77°30′W / 20.5°N 77.5°W